# Marija Naumova
Marija Naumova, ou Marie N., est une chanteuse lettone née le 23 juin 1973. 
Depuis 1995, elle participe à de nombreux festivals de jazz et de pop. En 1997, elle prend part avec succès à des concerts consacrés à George Gershwin. L'année suivante, son premier album est disque de platine en Lettonie. Elle se produit souvent sur scène à partir de 2001.
Elle remporta le Concours Eurovision de la chanson 2002 avec sa chanson I Wanna, créant la surprise par son jeu de scène, où elle débutait en tailleur pantalon blanc et terminait en robe rouge. Elle présenta l'année suivante le concours en direct de Rīga, en compagnie de Renars Kaupers. 
La chanteuse est populaire en Lettonie. Elle occupe en 2005 le poste d'ambassadrice d'honneur à l'Unicef pour son pays.

## Discographie

### Albums
- 1998 До светлых слёз
- 2000 Ieskaties acīs (regarde dans les yeux)
- 2001 Ma voix, ma voie
- 2002 On A Journey
- 2003 On A Journey” (pressage allemand)
- 2003 Noslēpumi (secrets)
- 2004 Nesauciet sev līdzi
- 2005 Another Dream
- 2010 Lullabies

### Singles
- 2003 Realise (Allemagne)
- 2003 I Feel Good